# Helene Udy
Helene Odette Udy (Albuquerque, 1º novembre 1962) è un'attrice, regista e produttrice televisiva statunitense, nota al pubblico italiano per la sua interpretazione di Myra nella  serie tv La signora del West.

## Biografia
È figlia di Mya, una funzionaria militare, e John Udy, urbanista e professore universitario, è sorella di Claudia Udy, anche lei attrice radiofonica e teatrale. Trasferita presto a Montréal, in Canada, luogo nativo anche dei genitori, Helene inizia a recitare in show canadesi, e si laurea presso il Montreal's Dawson College.
Dopo la laurea continua a seguire il teatro, tanto da riuscire ad ottenere diversi ruoli in film canadesi, che la renderanno nota al pubblico americano.
Nel 1981 è Sylvia in Il giorno di San Valentino, film che le conferisce una certa notorietà. Nel 1983 recita in Rubberface, accanto a Jim Carrey.
Nel 1993 interpreta Pel in un episodio della serie televisiva Star Trek: Deep Space Nine.
Dal 1993 al 1996 è impegnata nella serie televisiva La signora del West, in cui interpreta Myra. È proprio grazie a questo ruolo che raggiunge notorietà in tutto il mondo (in Italia ad esempio, il suo volto è associato a quello del suo personaggio nella serie, una delle più famose e premiate di tutti i tempi).
Ha scritto e diretto vari film, tra i quali Naked in the Cold Sun e Nowhere Land, non presenti nel mercato italiano.
Per quattro anni della sua vita ha lavorato ad un documentario sulla malaria, nell'estate 2010 è stata invece in teatro, con il musical: Rehab!.

## Filmografia parziale

### Attrice

#### Cinema
- Il giorno di San Valentino (My Bloody Valentine), regia di George Mihalka (1981)
- Rubberface, regia di Glen Salzman e Rebecca Yates - Film TV (1983)
- Chi c'è in fondo a quella scala... (Pin), regia di Sandor Stern (1988)

#### Televisione
- As the World Turns – serie TV (1983)
- Star Trek Deep space nine --serie TV st 2 Ep 7 (1993)
- La signora del West, stagioni 1-4 (1993-1996)
- L'ossessione di Maddie (The Wrong Student), regia di David DeCoteau – film TV (2017)
- Mai fidarsi di quel ragazzo (The Wrong Friend), regia di David DeCoteau – film TV --(2018)
- Mai fidarsi del mio vicino (The Wrong Boy Next Door), regia di David DeCoteau – film TV (2019)

### Regista
- Nowhere Land (1990)
- Naked in the Cold Sun (1997)
- Hearth Of America (2003)